# جان نیوکمب
جان نیوکمب AO، OBE (انگلیسی: John Newcombe؛ زاده ۲۳ مهٔ ۱۹۴۴) تنیس‌باز بازنشسته اهل استرالیا است.